# Neparáczki Endre
Neparáczki Endre (Szeged, 1988. január 19. –) magyar biológus, egyetemi oktató.

## Életút
2006-ban a szegedi piarista gimnáziumban érettségizett. Ezután a Szegedi Tudományegyetem biológus képzésen szerzett diplomát. A Szegedi Tudományegyetem Biológia Doktori Iskolában 2017-ben védte meg a doktori disszertációját. Ösztöndíjjal dolgozott vendégkutatóként az Euracban 2015-ben.
2010-től foglalkozik archeogenetikai kutatással, 2017-től a SZTE Genetikai Tanszék tudományos munkatársa, 2019-2023 között a Magyarságkutató Intézet Archeogenetikai Kutatóközpontjának igazgatója.
2023-ban létrehozta első önálló vállalkozását, a Geneo Services Kft.-t, amelynek ügyvezető igazgatója.

## Munkásság
Doktori dolgozatának címe: A honfoglalók genetikai származásának és rokonsági viszonyainak vizsgálata archeogenetikai módszerekkel, amely a Szegedi Tudományegyetem Doktori Repozitóriumának statisztikája alapján az egyetem legtöbb letöltéssel rendelkező doktori disszertációja.
Kutatásai egyrészt a Kárpát-medence történeti népességeinek genetikai eredetét vizsgálja: magyar honfoglalók, avarok és Kárpát-medencei hunok genetikai összetételéről közölt tudományos eredményeket.
Másrészt államalapító és dinasztikus jelentőségű családok genetika származását vizsgálja: az Árpád-házét és a Hunyadi családét. 2021 tavaszán megkezdte kutatócsoportjával a székesfehérvári Nagyboldogasszony-bazilika területén feltárt csontmaradványok genetikai vizsgálatát. Kutatócsoportja vizsgálta a Szent László hermában található koponya ereklyét, amely valóban I. László királyé, ezzel a világon először erősítettek meg archeogenetikai módszerrel is egy ereklye eredetiségét.
A Geneo Services Kft. alapítója és ügyvezető igazgatójaként innovatív molekuláris biológiai technológiát alkalmazva hoz létre olyan termékeket, amelyek hozzásegítik az egészségtudatosság elterjedéséhez az egyéneket.

### A magyarság eredetéről
2022 májusában Neparáczki Endre és Török Tibor archeogenetikusok mintegy harminc társukkal tanulmányt tettek közzé a Current Biology című nemzetközi szaklapban, amelyben a mitokondriális DNS genetikai vizsgálata alapján kimutatták, hogy a honfoglaló magyarok magját képező népesség finnugor származású volt.
48 mintát vizsgáltak 19 honfoglaláskori „szállási” temetőből, illetve 65 mintát 9 köznépi temetőből. A genomot, vagyis a minták teljes örökítő információját vizsgálták, majd összevetették 2700 másik archaikus genommal.
A vizsgálat legfontosabb megállapításai a következők voltak:
- A honfoglaló magnépesség genomja a mai népek közül a baskírokhoz, valamint a szibériai és volgai tatárokhoz hasonlít leginkább.
- Ugyanez a genom 50% manysi (finnugor), 35% szarmata (indoiráni) és 15% hsziungnu (ázsiai hun) keveredéseként modellezhető.

Török Tibor (az SZTE Genetikai Tanszék és az Magyarságkutató Intézet Archeogenetikai Kutatóközpont munkatársa) 2023 áprilisában Szentendrén egy konferencián így ismertette eredményeiket: 

„Kiderült, hogy a manysik többszörösen közelebb állnak a honfoglalókhoz, mint a többi vizsgált nép. […] A manysik ősei lehettek ősei a honfoglalóknak, fordítva viszont ez nem igaz. A nyelvészeti hipotézis tehát ül. A honfoglaló magyarok magnépessége finnugor származású volt. Gyakorlatilag igazoltuk genetikailag a finnugor elméletet.”

## Díjak, elismerések
Magyar Ezüst Érdemkereszt (2019)

## Publikációk
- correctKin: an optimized method to infer relatedness up to the 4th degree from low-coverage ancient human genomes [9] (társszerző, Genome Biology, 2023)
- Genetic identification of members of the prominent Báthory aristocratic family [10] (utolsószerző, iScience, 2023)
- The archaeogenomic validation of Saint Ladislaus' relic provides insights into the Árpád dynasty's genealogy [5] (utolsószerző, Journal of genetics and genomics, 2023)
- The genetic legacy of the Hunyadi descendants [11] (elsőszerző, Heliyon, 2022)
- Maternal Lineages of Gepids from Transylvania [12](utolsószerző, Genes, 2022)
- A previously undescribed cranial surgery technique in the Carpathian Basin 10th century CE [13]  (társszerző, International Journal of Osteoarchaeology, 2022)
- Maternal Lineages from 10–11th Century Commoner Cemeteries of the Carpathian Basin[14] (utolsószerző, Genes, 2021)
- Determination of the Phylogenetic Origins of the Árpád Dynasty Based on Y Chromosome Sequencing of Béla the Third[15] (társszerző, European Journal of Human Genetics, 2020)
- Y-chromosome haplogroups from Hun, Avar and conquering Hungarian period nomadic people of the Carpathian Basin[16] (elsőszerző, Nature Scientific Reports, 2019)
- Mitogenomic data indicate admixture components of Central-Inner Asian and Srubnaya origin in the conquering Hungarians[17] (elsőszerző, Plos One, 2018)
- Revising mtDNA haplotypes of the ancient Hungarian conquerors with next generation sequencing[18] (elsőszerző, Plos One, 2017)
- Genetic structure of the early Hungarian conquerors inferred from mtDNA haplotypes and Y-chromosome haplogroups in a small cemetery[19] (elsőszerző, Molecular Genetics Genomics, 2017)

## Művei
Neparáczki Endre (szerk.): Magyar őstörténeti műhelybeszélgetés Archiválva 2021. június 6-i dátummal a Wayback Machine-ben. Budapest, Magyarország : Magyarságkutató Intézet (2020) ISBN 978-615-6117-20-5 
Neparáczki Endre (szerk.): Magyar őstörténeti műhelybeszélgetés II. Budapest, Magyarságkutató Intézet (2022) ISBN 978-615-6117-66-3 